# Брэнджи, Мэри Кэтрин
Мэри Кэтрин Брэнджи, урождённая Лейн (англ. Mary Katharine Brandegee; 28 октября 1844, Теннесси — 3 апреля 1920, Беркли) — американский ботаник, специалист по флоре Калифорнии.

## Биография
Мэри Кэтрин Лейн родилась в Теннесси в 1844 году в семье Маршалла Лейна, англичанина по происхождению, и Мэри Лейн. Она была единственной девочкой из десятерых детей. Семья часто переезжала с место на место, и, когда девочке было девять лет, поселилась близ Фолсома в Калифорнии. Уже в те годы началось увлечение Кейт (как её обычно называли) биологией.
В 1866 году Кейт Лейн вышла замуж за Хью Каррена, констебля из Ирландии. Восемь лет спустя он умер от алкоголизма. В стремлении начать новую жизнь Кейт поступила в медицинскую школу при Калифорнийском университете, став третьей женщиной в истории университета. В 1878 году она получила диплом магистра, но занялась не медицинской практикой, а изучением лекарственных растений, которыми заинтересовалась ещё в период обучения. Она изучала ботанику под руководством специалистов из Калифорнийской академии наук в Сан-Франциско, а также помогала систематизировать коллекции растений. В 1879 году она стала членом Академии. Когда в 1883 году хранитель коллекции вышел на пенсию, он передал свою должность Кейт.
В 1889 году Кейт второй раз вышла замуж. Её мужем стал собиратель растений Таунсенд Стит Брэнджи, с которым она познакомилась в Академии в 1886 году. Бракосочетание состоялось в Сан-Диего; медовый месяц супруги провели, идя оттуда пешком в Сан-Франциско (пройденное расстояние составляло 500 миль) и собирая по пути образцы растений. В 1895 году Кейт передала коллекции Академии своей ученице Элис Иствуд и переехала с мужем в Сан-Диего.
Супруги Брэнджи много путешествовали, собирая растения в Калифорнии, Аризоне и Мексике. Когда гербарий Калифорнийского университета в Беркли погиб в пожаре, Брэнджи передали в дар университету собственную коллекцию (около 100 000 растений) и библиотеку, и сами переехали в Беркли, чтобы помочь с организацией. Они работали там безвозмездно всю оставшуюся жизнь.
Мэри Кэтрин Брэнджи умерла в Беркли 3 апреля 1920 года.